# أنشوطة
الأنشوطة  وهي عقدة يسهل انحلالها

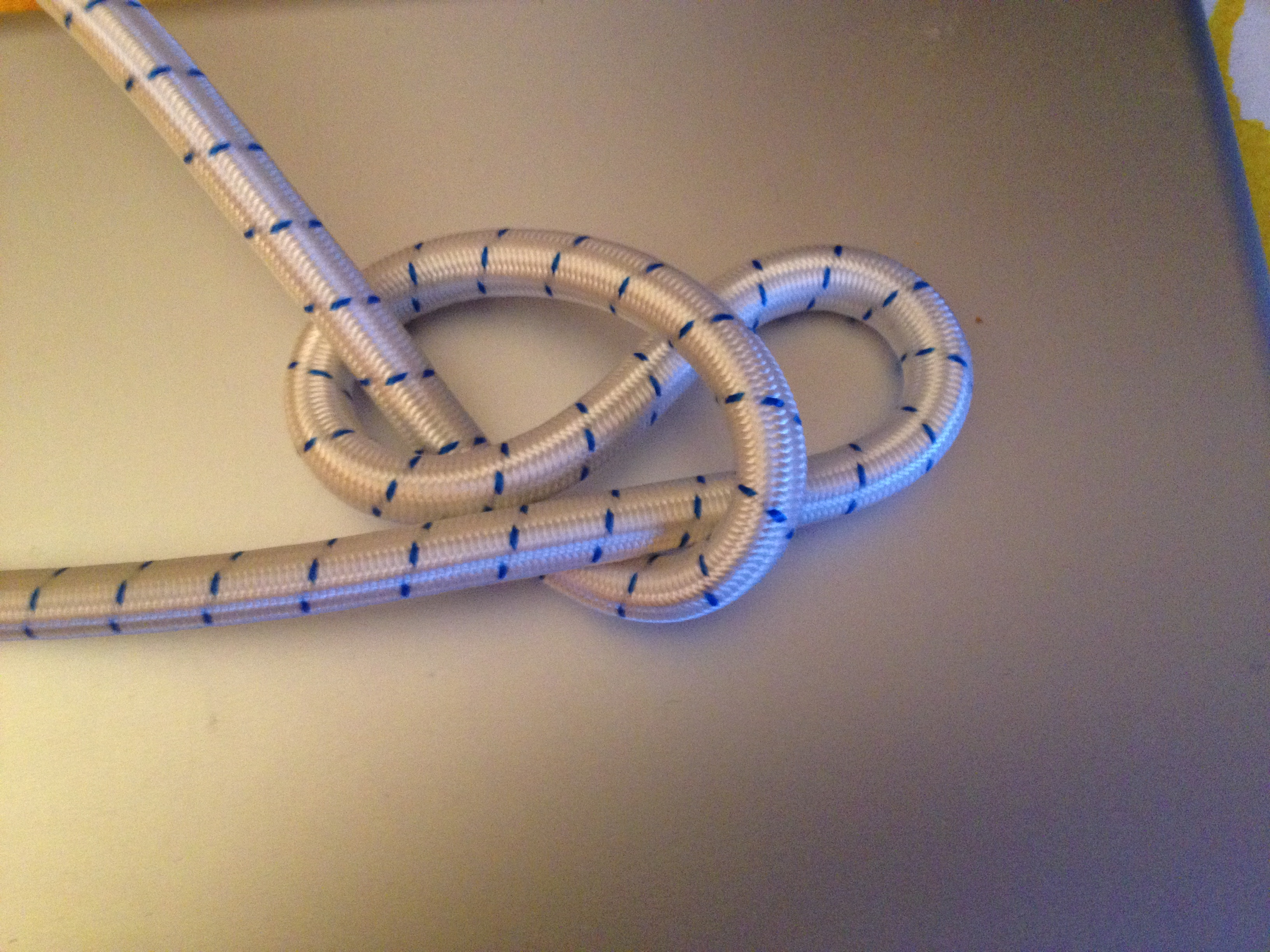
عقدة أنشوطة تنحل بسهولة

ويقال : ما عِقالُك بأُنْشُوطة : ما مودَّتُك بواهية . والجمع : أَناشيطُ.
والأنشوطة المزدوجة هو حبل مطويّ اثنين مربوط في مستوى مائل، يُستعمل لدحرجة جسم أسطوانيّ.